# زبان کانگری
کانگری گویشی است که در منطقه کانگرا در هیماچال پرادش هند بدان سخن‌می‌رانند. کانگری از شاخهٔ زبان‌های هندوآریایی است و با زبان دوگری بستگی‌دارد. پیشتری کانگری را گویشی از زبان پنجابی می‌دانستند، ولی پژوهش‌های بیشتر از دههٔ ۱۹۶۰ میلادی نشان‌داد که کانگری به زبان‌های پهاری نزدیک‌تراست.